# COIAS
COIAS（コイアス、Come On! Impacting ASteroids）は、すばる望遠鏡が撮影した画像から未検出の小惑星を捜索するためのウェブアプリケーション、およびそれを用いた日本の市民科学プロジェクトである。2023年7月31日に正式公開された。
日本スペースガード協会主任研究員の浦川聖太郞（美星スペースガードセンター勤務）が代表を務め、国立天文台所属の研究者らで構成されるボランティアチームである開発チームによって運用されている。
アプリ名称は、小惑星を探し命名することを目指す高校生を描いた、Quro原作のまんがタイムきららキャラットで連載されていた漫画・テレビアニメ作品である恋する小惑星(こいするアステロイド、略称は恋アス、koias)に由来している。

## 背景

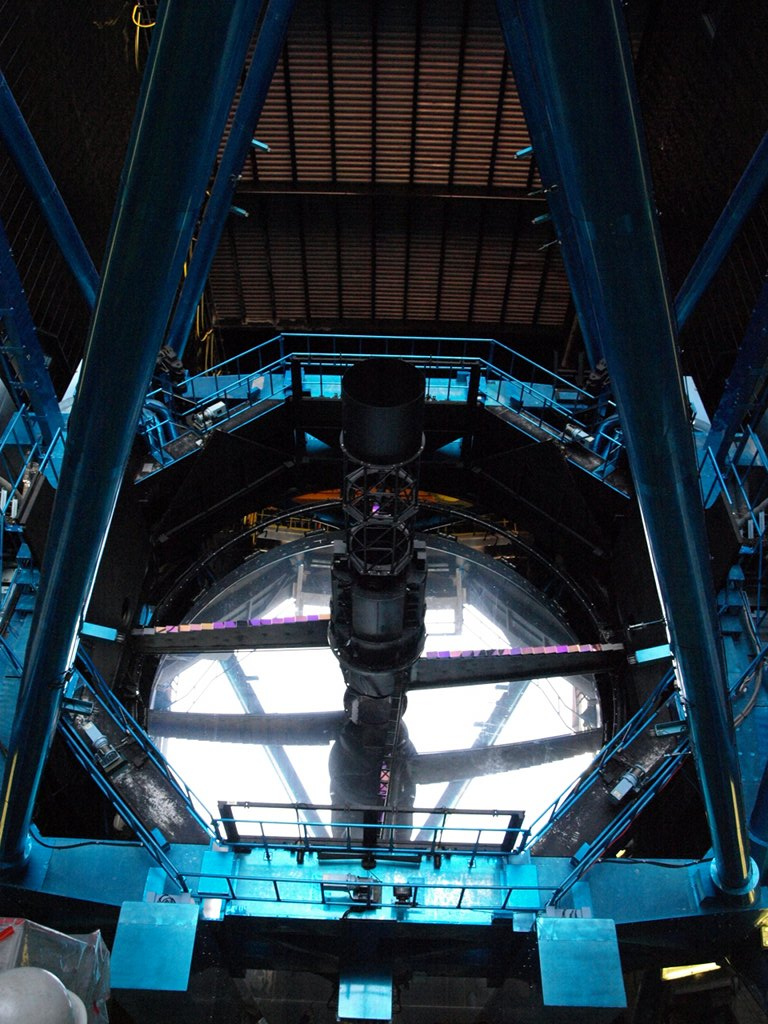
すばる望遠鏡

ハワイ・マウナケア山山頂に建設された国立天文台ハワイ観測所すばる望遠鏡は、口径8.2mという巨大な主鏡による集光力で非常に暗い天体を検出する能力があり、肉眼はおろか平均的な観測施設の望遠鏡では観測できない小惑星を検出できるだけでなく、2014年から利用開始された主焦点搭載のデジタルカメラ「ハイパー・シュプリームカム（Hyper Suprime Cam:HSC）」によって8億7000万画素のセンサーで視野直径1.5度（満月の見かけの大きさの9倍）という広い画角を撮影できる。
HSCを用いた観測プログラム「HSCすばる戦略枠プログラム（HSC-SSP）」で撮影されたデータで、アーカイブデータとして公開されている最新の第3期データ（PDR3）には2014年から2021年にかけて延べ278夜におよぶ観測で得られた合計700平方度の領域の画像が含まれている。銀河や宇宙論など、天文学の広い分野に活用するために撮影されたこのデータには多数の未発見小惑星が写り込んでいるものの、それらの位置・光度の測定報告の従来手法での煩雑さや100TBを超えるデータの膨大さから、こうした小惑星は効率的に探索されずにそのままにされていた。

## 基本操作
COIASは、ブラウザー上でプロジェクトページにアクセスして動かすウェブアプリケーション形式で、簡単なGUI操作のみを通して、画像のダウンロード処理から移動天体の自動/目視検出、小惑星センター(MPC)への報告までをプロの天文学者と同じプロセス・様式で、専門知識の無い一般市民でも手軽にHSC-SSPのアーカイブ画像に写った未発見の小惑星を検出・報告することをコンセプトとしている。
ユーザーは無料のアカウント登録を行い、ウェブ上の使い方の案内の内容を理解したうえでウェブの案内に従いながら、同じ夜に時間をおいて撮影された複数のすばる望遠鏡撮影の画像を画面にパラパラ漫画のように連続表示させ（ブリンク）、恒星と異なり時間経過とともに移動している天体（小惑星）を探す。
アプリが自動で検出した移動天体候補にはノイズが多数混入しており、その中から本物の天体を選択するだけで、アプリがその位置や光度を自動で測定し、小惑星センターへのレポートを自動作成する。さらにアプリが抽出できなかった暗い天体をユーザーが手動で探すこともでき、天体像をアプリ内ツールで囲うだけで測定・レポート作成が可能である。レポート作成時に測定したユーザーの名前を入力することで、その天体の測定者としてのクレジットがユーザーに付与された状態で報告が可能である。このクレジットは、報告した天体が小惑星センターによって正式に小惑星と認められた際、測定者が「名付け親」となるためなどに活用される。

## 科学目標
COIASは「太陽系の地図作り」「プラネタリーディフェンス（スペースガード）への貢献」「太陽系外縁天体・彗星・さらなる未知な天体や現象の発見」「市民天文学への貢献」の4つを主な目的として運用されている。
太陽系の地図作りとは、既存の観測で分布が十分理解できている直径1kmより大きい小惑星に限らず、小惑星帯に位置する直径100～数百メートルサイズの小さな小惑星の軌道分布を明らかにすることを指し、こうした小さな天体はヤルコフスキー効果を受けやすく軌道が地球近傍小惑星に変化するとされていることからも重要視されている。また、こうした暗い天体は2025年中に観測を開始するNSFヴェラ・C・ルービン天文台(LSST)で再観測される見込みが高い。本来はLSSTによって初めて観測され、そこからLSSTにより何年もかけて観測される中で軌道が正確になっていくはずが、2014年から2020年の画像を用いたCOIASによる検出結果との連結軌道が求まれば、10年前後の観測期間を持つ高精度な軌道が多数の天体で早期に決定されると期待されている。
スペースガードとは地球に衝突する危険のある小惑星を発見することで惑星の防衛を図る試みで、COIASによって未発見の地球近傍小惑星を発見できると期待でき、後述のように複数の発見例が生まれているほか、多数の既に発見された地球近傍天体の軌道改良にも貢献している。
市民天文学は、国立天文台が提唱する、天文学における市民科学の呼称である。JAXA宇宙科学研究所教授でアマチュアのモータースポーツを趣味にする海老沢研が、その経験を通じて後述の天文教育フォーラムで語った「プロとアマチュアが同じルールで競技をしなくちゃ面白くない。シチズンサイエンスも同じ。」という言葉に浦川が深く共感したこともあり、誰でもプロと研究者と同程度の精度で、同じ報告様式で観測を報告できる仕組みになっている。

## 開発

### AstHunter
1999年5月、神戸大学大学院の修士課程1年だった浦川は、神戸大チームによる対日照の広視野CCD観測の手伝いで兵庫県立西はりま天文台を訪れた際、宴会で当時の西はりま天文台公園園長の森本雅樹や当時の天文台長の黒田武彦が、「どこかの図鑑の写真ではなく、自前で撮影した"本物の画像"を使って天文普及を行う」ということを語っていたのを聞いた。
その後いったんスポーツメーカーに勤務後、神戸大学の大学院博士課程に復学した浦川は、2004年から2006年にかけて太陽系外惑星の研究をHSCの前身であるすばる望遠鏡の主焦点カメラ「Suprime-Cam」で行っていた際、同じ研究室で当時大学院生の町田絵美がオールトの雲に由来する新天体を目を凝らしながら検出する研究を行っているのを見て、この頃から新天体検出に苦労が大きいことを感じていた。
2015年1月26日に現・千葉工業大学惑星探査研究センター上級研究員の吉田二美がすばる望遠鏡HSCで行った、木星のトロヤ群天体のサイズ分布の解明を目指す観測に同行していた浦川は、観測で得られたデータからトロヤ群天体に限らない小惑星帯の天体や地球近傍小惑星を探そうとしていたが、104枚のCCDで構成されたHSCの膨大なデータから手作業で小惑星を探すことの煩雑さを認識し、どうにか自動で簡単に探せないか模索していた。
そこで浦川は2016年から2020年の5年間で科研費に採択された研究において、すばる望遠鏡HSCで得られた画像から小惑星を自動検出するアプリケーション「AstHunter」の開発を始め、2017年度末にはHSCの画像を自動処理し移動天体を自動検出しMPCに提出するレポートを生成するプログラムが概ね開発された。
そんな中、2018年秋に兵庫県立大学での日本天文学会秋季年会と共催で、同大学特任助教の高橋隼の取りまとめで開催された「市民との科学的活動を支えるオープンサイエンス」をテーマとした天文教育フォーラムで、浦川はHSCの撮像データに写った銀河をウェブ上で一般市民が分類するプロジェクトであるGalaxy Cruiseについての発表会を聴講する機会があった。講演者に、同様にしてHSCデータから太陽系天体を捜索するプロジェクトを作らないか質問し、その分野には注力できていないとの返答を得た浦川は、それならば自分が「太陽系版」のGalaxy Cruiseとなる市民科学プロジェクトを作ろうと発案した。
それからAstHunterは、自動検出で見逃した非常に淡い小惑星を手動で測定したり、自動検出で検出された移動天体がノイズではないかを効率的に目視で判別できるようGUIベースで動作するように開発が進められた。GUIを採用した目的として将来的に研究者以外の一般市民や学生でも扱いやすくなり、教育・天文普及の分野に役立てることも挙げられている。
GUIインターフェースの開発で、2019年にはHSCの撮像領域の1/10に相当する領域を15分程度で解析できるようになり、テスト画像から1924個の未発見小惑星候補を検出・報告した。この研究開発でのテスト画像は2015年1月に吉田らと観測した画像である。
そしてAstHunterの研究最終年度である2020年までには、4141個の未発見小惑星候補と、874個の既知の小惑星をテストデータから発見しMPCに報告した。

### "COIAS"の誕生
AstHunterの開発研究の最終年である2020年1月から放映されたテレビアニメ「恋する小惑星」は、地学部に所属する高校生が小惑星の発見を目指すというストーリーが研究者間でも話題となり、浦川も国立天文台の縣秀彦がFacebookで紹介していたのを契機にそのアニメの存在を知った。さらに、作中に登場する高校生向けの観測体験イベント「きら星チャレンジ」に登場する移動天体検出のソフトウェアが、以前日本スペースガード協会で浦川が開発し、きら星チャレンジの元になった石垣島天文台で実際に行われている観測体験イベント「美ら星研究探検隊」に2013年から提供したものをモデルにしていることを知り、AstHunterを恋する小惑星にちなんだ名称にしようと、"Come On! Impacting ASteroids"という、恋する小惑星の公式の略称である「恋アス(koias)」に近い"COIAS"なる名前が誕生した。
当初、恋する小惑星のアニメ版権元であるKADOKAWAや原作出版元の芳文社に連絡がつかず非公認の名称だったが、2021年12月に浦川が石垣島天文台講師で、前述のきら星チャレンジに関する取材協力などでアニメ制作陣との伝手があった花山秀和に会った際に相談した結果連絡を取り次ぐことができ、了承を得られた。さらにその際に原作者のQuroにCOIASのアプリケーションアイコンを描き下ろす依頼を行い、提供された4種の原案の中から現在のアイコンが選ばれた。
AstHunterに続きCOIASの開発研究にも2020年度から2024年度にかけて科研費が採択され、2020年秋にCOIASの名を冠したアプリ開発研究が学会で紹介された際に「プロの研究者が恋アスの名前をつけて本気で小惑星探しを行うアプリを開発している」と関心を集めた結果、恋する小惑星のファンも含めた共同研究者が7人集まり開発体制が整った。初期のプロトタイプである「オリジナルCOIAS」ではGithubからDockerやWSLでプログラムをダウンロードし、Pythonの必要なモジュールと合わせてインストールする必要があり、GUIでの画像の目視確認や測定者名の入力といったフロントエンドの操作以外の画像処理やレポート作成などのプロセスこそバックエンドで自動で行われるも、その操作にはコマンドラインから1つ1つコマンドを入力する必要があった。

### デスクトップ版とウェブアプリ版公開
2021年にはフロントエンド部分をブラウザアプリから操作できる「デスクトップCOIAS」に改良され、ユーザーは一度DockerなどからGithub経由でインストールすれば、ローカルホストを用いて（ウェブ接続でない）ブラウザアプリからコマンド不要で簡単に操作できるユーザビリティの高いものになった。2021年度から会津大学宇宙情報科学研究センターの月惑星探査アーカイブサイエンス拠点における公募型共同研究予算を獲得し、ユーザビリティを高めるGUI部分の整備を会津大発のベンチャー企業「会津ラボ」に委託し、開発チームはバックエンドの解析部分の改良に注力できるようになった。
デスクトップCOIASは開発状況の研究発表などでテストユーザーを募るようになり、北海道教育大学の学生による卒業研究で2017年7月23日撮影の画像から107天体が発見されたほか、新島学園高校の生徒による研究で同年7月24日撮影の画像から360天体が発見された。2022年度末時点で7111個の未発見小惑星が報告された。デスクトップ版ではテストユーザー志望者が開発チームに個別でコンタクトを取り、チームから解析に使う画像データを直接ユーザーに渡すという形が取られた。
最終的には、解析に必要な画像を全てサーバー上に配置し、ユーザーはGoogle Chromeなどの通常のブラウザでウェブページからサーバーにアクセスするだけで、PC初心者には難しい導入操作によらず、また解析画像をダウンロードする必要もなく使用できるウェブアプリケーション化が行われた。NHKのコズミックフロント☆NEXTなどでも紹介され、テストユーザーも集まった。2023年6月にはアメリカのアリゾナ州・フラッグスタッフで開催された太陽系小天体分野の国際会議「Asteroids, Comets, Meteors Conference」で、実際にCOIASを操作する様子がデモンストレーションされた。2023年7月には30人ほどのテストユーザーの下でウェブアプリケーション版を試験公開し、同年7月31日に正式に一般公開された。

### ウェブアプリ版公開後
公開後は恋する小惑星のアニメ監督を務めた平牧大輔や、同アニメで主人公の1人・木ノ幡みらを演じた声優の高柳知葉らがSNSで実際にCOIASを使用する様子を投稿したこともあり、大きな話題を呼び、公開後すぐに1万件以上の未確認小惑星の観測報告がなされた。しかしその反面、ノイズと本物の天体の見分け方を十分に理解していないユーザーも集まり、小惑星センター（MPC）からCOIAS開発チームに注意が入ったため、公開後4日目の8月3日から9月6日にかけて公開を一時停止し、測定結果報告作成時にノイズを除外する機能の充実などを行った。
11月16日には、MPCからの指摘がきっかけで、測定時の座標・時刻のごくわずかなズレが判明し、2023年末にかけて再度一時停止した。この間、測定プログラムの修正のほか、いったんMPCに報告した観測を削除し、修正したものを再送信する作業も行われた。
2024年の11月28日にはMPCから、報告天体の内部コード（パーソナル符号）の一部重複が指摘され、2025年1月初旬にかけて一時停止した。
COIAS正式公開当初に実装されていた画像データは2024年6月頃には未解析画像が尽きた状態となり、会津大学に設置されたCOIASサーバーのストレージを整理することで6月24日から7月17日にかけての一時停止期間で13万枚の画像が追加された。
さらに2024年秋にはCOIASのサーバーに80TBのストレージが追加され、数週間の一時停止期間ののち11月24日には、現在利用可能なHSC-SSPの公開データの残りほぼすべてが実装された。
なお現在ストレージには40TBほど空き容量があり、HSC-SSPの第4期データリリース（最終データリリース）が待たれている。
一部の利用者がCOIASの応用的な使い方などを見出してnoteなどにまとめており、COIASの公式ページにも使い方の上級編として紹介されている。

## 成果

COIASが発見した仮符号天体の軌道アニメーション(2025年5月時点)

COIASが未発見天体候補として報告した天体の観測の多くは、すぐに新発見の小惑星として仮登録・正式に登録されるわけではなく、同定待ちの観測としてMPCの Isolated Tracklet Files (ITF) にストックされる。この観測は1度に測定した画像セット単位で1つの天体候補としてまとめられるので、COIASの画像内で別の日の別領域に写った同一の天体を別観測として報告したことによる重複や、一部にノイズを含むものの、ITFへ報告された新天体候補の観測は2025年7月末時点で24.5万個を超えている。
ITFにストックされた観測のうち、COIASから報告された別の日の画像から検出した同一の天体が、同一天体だと同定されたり、他観測所から過去に報告されていた観測と連結されたり、報告後の追観測などが行われ、複数夜の観測が集まるとその天体には仮符号が付与され、仮登録とはいえひとまず「ストックされた天体候補」から「発見された天体」となる。COIASによる複数夜の観測報告が最も早かった場合は、COIASが初期報告者（Initial Reporter）として暫定の発見者となり（ただし命名権が付与される最終的な発見者は番号登録時に決定され、初期報告者からは変動しうる）、COIASは2025年7月末時点で7790個の仮符号天体の暫定発見者となっている。
MPCに報告された観測は、数か月に一度オンラインで発行される小惑星回報（Minor Planet Circular:MPC）で、COIASでの報告時にユーザーが入力した測定者名とともに公開される。ただし公開される観測は仮符号天体と確定番号天体に限られるので、ITFにストックされた観測報告は、仮符号天体として同定されるまで回報で公開されない。
これまでに日本国内外の1000人を超えるユーザーからの観測報告があり、アンケート調査によるとその66%が10代・20代の若い利用者である。
また、捜索に最適化された単一の波長域での観測を中心に行っていることが多い他の小惑星サーベイと異なり、様々な科学目標のために観測を行ったHSC-SSPでは可視光から近赤外線に至るまで5種類の波長域で撮影を行っていたため、これまで観測のないごく小さな小惑星に至るまでの小惑星のスペクトル分類についての研究において重要なデータが集まっている。
開発や公開後の状況は学会でも発表され、天文教育分野にはとどまらず太陽系科学分野やプラネタリーディフェンス関連でのセッションでも取り上げられるようになり、年会での記者発表研究に抜擢されたこともある。
使用しているユーザーも幅広く、小学生が仮符号天体の発見者になったり、中学生が地域のまちづくりイベントでCOIASの啓発活動を行ったり、N高等学校での研究課題に選ばれた一方で、MPCのITFにストックされている天体から地球近傍小惑星を探して同定した経験を持つ海外のハイアマチュアにまで広がっている。
Galaxy Cruiseとセットですばる望遠鏡による市民天文学の実例として、理科年表でも紹介された。
| 回報 | 発行日[1]      | 既知天体報告数[2]     | 新仮符号天体[3] | 新番号登録天体[4] | 出典・注釈 |
| --- | -------------- | --------------------- | --------------- | ----------------- | ---------- |
| MPC 164687-165776 | 2023年9月12日  | 9252個(59744データ)   | 0個             | 0個               | [ 81 ]     |
| MPC 165777-169118 | 2023年11月18日 | 36個(145データ)       | 36個            | 0個               | [ 82 ]     |
| MPC 169119-171392 | 2023年2月1日   | 36652個(185908データ) | 23個            | 0個               | [5]        |
| MPC 171393-172938 | 2024年3月22日  | 14782個(96330データ)  | 548個           | 0個               | [ 84 ]     |
| MPC 172939-174352 | 2024年5月15日  | 14424個(81472データ)  | 610個           | 1個               | [ 85 ]     |
| MPC 174353-175760 | 2024年7月14日  | 3831個(28265データ)   | 687個           | 2個               | [ 86 ]     |
| MPC 175761-177252 | 2024年9月13日  | 19300個(139947データ) | 899個           | 0個               | [ 87 ]     |
| MPC 177253-179246 | 2024年11月15日 | 7612個(48834データ)   | 1632個          | 0個               | [ 88 ]     |
| MPC 179247-181534 | 2025年1月15日  | 10191個(68587データ)  | 286個           | 0個               | [ 89 ]     |
| MPC 181535-183282 | 2025年3月14日  | 15723個(105654データ) | 371個           | 1個               | [ 90 ]     |
| MPC 183283-184784 | 2025年5月22日  | 7652個(55892データ)   | 2557個          | 7個               | [ 91 ]     |
| MPC 184785-185966 | 2025年7月14日  | 2321個(11897データ)   | 150個           | 1個               | [ 92 ]     |
| - [1] 正確には、「この日までに報告された観測を取りまとめて、この日付を発行日として発行している」ため、実際は最終日の観測を受け取った後発行準備期間を数週間から1か月弱経て、「発行日」からそれだけずれた日に初めて公開される。 - [2] 正確には仮符号天体と番号登録天体の公表数の合計で、その回報でCOIASによる発見が公表された新仮符号天体も含む。 - [3] COIASがInitial Reporterとなった天体に限る。 - [4] COIASが発見者と登録された天体に限る。 - [5] それまでのデータをいったん削除しまとめて修正・再報告したものが多く含まれる。 |                |                       |                 |                   |            |

### 特異な天体の発見
COIASからは2024年2月12日に発見が公表された2017 FC228を皮切りに、2025年7月時点で11個の地球近傍小惑星が発見されている。さらに新発見に限らず、発見年に数日～数か月しか観測されず軌道が精度良く定まっていない地球近傍小惑星を他の年の画像から検出し、軌道精度を大幅に改良した例（リカバリーと呼ばれる）も複数ある。
2025年初頭に地球近傍小惑星の 2024 YR4 の地球衝突の可能性が注目された際は、COIASに実装されたうち2016年の画像に発見前のこの天体が写っている可能性があったため捜索が呼びかけられた。

2016年9月5日にすばる望遠鏡が撮影したと付随する衛星候補

COIASが発見し仮符号が登録された小惑星のうち海王星軌道の外側を公転する太陽系外縁天体（TNO）の数は2025年7月時点で764個となっている。この発見数は、市民科学に限らず世界中のすべての観測プロジェクトの中でも最多の発見数となっている。1930年に冥王星が発見されて以降の100年近くで発見されたTNOの総数は2025年7月時点で5503個なので、その1割以上をCOIASがわずか2年足らずで発見したことになる。
COIASで発見された太陽系外縁天体の2016 PO296が写った、COIASには未実装のすばるアーカイブ画像を調べていたアメリカ・カリフォルニア州のシミバレー在住のアマチュア天文家サム・ディーンは、2016年9月5日に写ったこの天体にくっつくように小さな光点が付随することに気づき、この天体の衛星候補としてアナウンスされた。もし確認されれば、散乱円盤天体に見つかった衛星としてはエリスの衛星ディスノミアに続く2例目となり、確認観測が待たれている。その他、同じくCOIASで発見された太陽系外縁天体の2015 FZ561では他観測所のアーカイブデータで短時間で増減光する様子がとらえられており、未確認の衛星が食を起こしている可能性が指摘されている。

### 発見天体の番号登録と命名

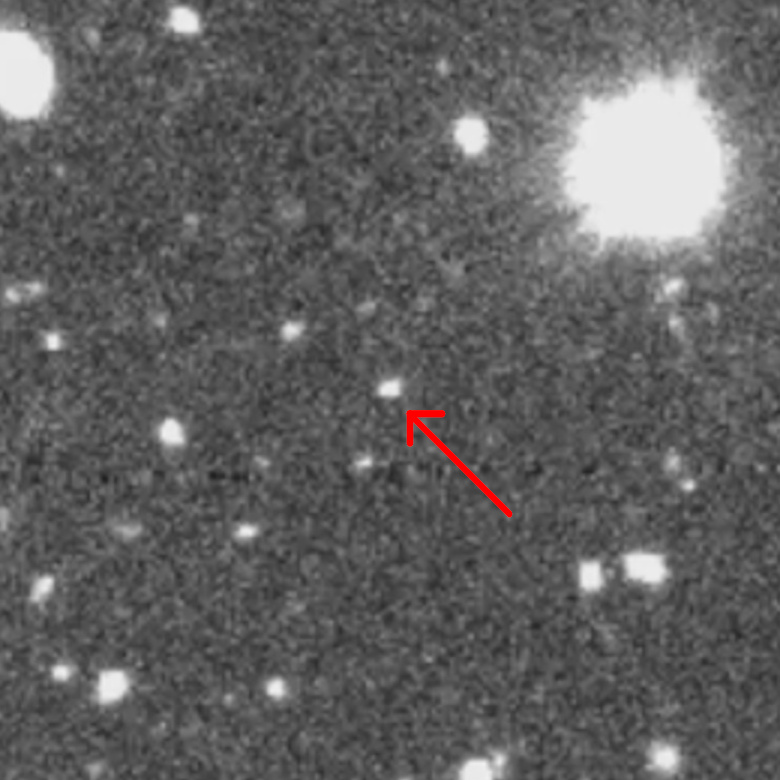
すばる望遠鏡が撮影したアオ（赤矢印の先）

発見された仮符号天体が小惑星番号の番号登録に至り正式な小惑星として登録される（命名権が発生する）には、「よく観測された（複数夜の観測がされた）衝期間（観測シーズン）が概ね4回以上ある」ことが目安になっており、これだけの観測が集まるには一般的に4年から10年を有する。しかし、COIASで発見された天体のうち比較的明るいものは、過去に他の観測所で断続的に検出されているも、暗すぎて継続的な観測ができず、それぞれの観測報告が（同一天体と気づかれず）前述のITFにストックされていることがあり、COIASの観測を契機とした仮符号指定後にストックされた観測が「発掘」され、同定されることで一気に観測期間が何年も伸びることがあり、仮符号付与から数か月での番号登録が実現する。この番号登録は回報が発行されるたびに行われる。
その場合、小惑星センターによる発見者の定義細則により、多くの小惑星はCOIASより前に発見報告していた観測所が発見者となるが、条件を満たせばCOIASがそのまま発見者として認められることもあり、2025年7月時点で12個の確定番号小惑星がCOIASの発見として認められている。他に、COIASが仮符号の第一報告者となるも、番号登録時にほかの観測所に発見者の地位が移った小惑星が10個以上存在する。
なお、アーカイブデータからの小惑星の発見の場合、命名提案権は測定者や報告者ではなく、その画像を実際に望遠鏡を操作して撮影した観測者に原則的に帰属し、COIASの場合はHSC-SSPチームが観測者に該当していたが、HSC-SSPプロジェクトチームが厚意によってCOIASへ命名提案権を委譲したためCOIASチームからの命名が可能となった。
2024年5月15日付の回報でCOIAS初の小惑星番号697,402番が与えられた2017 BX232には、この天体を測定したCOIASユーザー3名とCOIASチームでの話し合いと、恋する小惑星の原作者のQuroの了承のもと、恋する小惑星の登場人物で自らの名前を小惑星に名づける夢を追いかけた少女「真中あお」にちなみ「Ao」という名前が提案された。そして9月2日に、国際天文学連合の小天体命名ワーキンググループ (WGSBN) によって正式にAoという名前が認められ、小惑星アオが実現した。アルファベット2文字での命名は、それまで命名された小惑星24893個中11例目となった。かつては漫画やアニメに由来する名前を持つ小惑星の命名例は多かったが、最近では理由付けがしっかりしていないと命名が承認されないため、「恋する小惑星」が天文学および惑星科学の普及や教育に貢献したことを命名提案文で丁寧に説明することで命名が実現した。すばる望遠鏡で発見された小惑星への命名はこれが初めてのケースとなった。
また、2024年7月14日付の回報では、COIASで発見された2017 FZ233に718,492番、2019 UW157に719,612番の小惑星番号が与えられた。測定者とチームの話し合いにより、2017 FZ233には恋する小惑星の原作者にちなみQuroと、2019 UW157には恋する小惑星の作中に登場する舞台である「星咲高校」にちなみホシザキと提案され、11月25日にWGSBNによって正式に認められた。なお、2024年夏に完結した原作の最終回では主人公たちが発見した小惑星に、大人になった彼女らが「ホシザキ」と命名するシーンが描かれており、漫画で描かれたストーリーが現実となったことになる。
これらの命名にQuroは「宇宙に足向けて寝られない」とコメントしており、2025年2月には浦川から直接、COIAS開発チーム特製で発見画像と命名文、軌道図が込められた「命名記念写真」が贈呈されたほか、2025年5月には水間鉄道水間線においてアオ、クロ、ホシザキの命名を記念した特別列車が非公式ながら有志によって企画され、運行には開発チームメンバーも訪れた。
2025年3月14日付の回報では2016 PT297に、4個目となる小惑星番号788,153番が登録された。この天体には同年7月21日付でイタリアのシチリア島にある地名にちなみトラビーアと命名された。
2025年5月22日付の回報では、一度に7個の小惑星に小惑星番号が与えられた。その次の2025年7月14日の回報でも1個が登録されている。

### 彗星の発見

2015年5月21日にすばる望遠鏡]撮影された C/2015 K7 の画像（画像中央下、8時の方向に尾を持つ）

2024年11月26日にCOIASで天体捜索をしていたユーザーの1人が開発チームに彗星のような、画像中に彗星のような天体が見えると報告し、浦川から彗星活動の特徴と合わせてMPCに通報された。その後MPCのウェブサイト「PCCP(Possible Comet Confirmation Page)」に彗星候補として掲載され、世界中のアーカイブ画像から発見前観測が捜索され複数見つかった結果、2024年12月23日にMPCから小惑星電子回報 (MPEC) 2024-Y66号から新彗星「C/2015 K7」として発見が正式に公表された。
国際天文学連合による彗星の命名ガイドラインでは、最後の観測から何年も経過し、かつ今後の観測が見込めない彗星には命名しないとされており、C/2015 K7 にも発見当初固有名の付与が見送られていたが、2025年4月5日に国際天文学連合の小天体命名ワーキンググループ (WGSBN) によって、COIAS彗星と命名されたことが発表された。
近日点距離が土星の平均軌道長半径（約9.55 au）を上回る彗星は2025年4月時点で11個しかなく、C/2015 K7 の近日点距離は7番目に大きい。ここまでの遠方では水や二酸化炭素が昇華するには低温すぎるため、観測された尾は主に一酸化炭素の揮発によるものと推測され、こうした遠方での彗星活動の観測は貴重な成果となった。
さらに2025年3月21日には、COIASからは2例目で周期彗星としては初めての発見となるP/2016 P5 (COIAS)の発見がアナウンスされた。周期10年で木星軌道の少し内側を公転する、準ヒルダ群彗星に属するこの彗星は、既に過去のアーカイブ画像から3回の回帰が確認されている。この彗星は木星との接近により現在の軌道に遷移したと考えられている。
また、2017年3月18日にパンスターズが小惑星として発見していた2017 FL36について、COIASの画像に写っていた姿を見た利用者が彗星活動をしていることに気づき、連絡を受けた浦川が2024年2月15日に彗星活動についてMPCに通報した。その後長い間PCCPに彗星候補として掲載されていたが、2025年4月23日に周期彗星P/2017 FL36として発表された。ただし天体として最初に発見したのはあくまでもパンスターズなので、パンスターズ彗星と命名されている。

### 論文成果
ノーソルト・ブランチ天文台所属のDaniel Bambergerらはアメリカ天文学会が出版するRNAAS(Research Notes of the AAS)で発表した論文において、COIASが発見したケンタウルス族天体の2015 OC194が、天王星と海王星の間に位置するケンタウルス族天体としては初の例である、外惑星と軌道共鳴を起こしている天体であることを発見・報告した。この天体は天王星と3:4の軌道共鳴を起こしているが、天王星と軌道共鳴を起こしている天体自体が5:4共鳴の(54598) ビエノールと4:3共鳴の2001 XZ255の2個しか見つかっておらず、これらは天王星と土星の間に位置していた。また、2015 OC194のような天体がどれだけ珍しいかを評価するために既発見天体の軌道を精査した結果、2013 RG98と2014 NX65が候補になりうることも発見された。
また、COIAS開発チームによっても、挙げられた成果についての論文投稿が予定されている。

## ギャラリー

COIASで発見された最初の地球近傍小惑星2017 FC228。移動量が大きく線状に伸びて写っている。
COIASで発見された最初の周期彗星、P/2016 P5(COIAS)。中央から右下に淡い尾が伸びている。
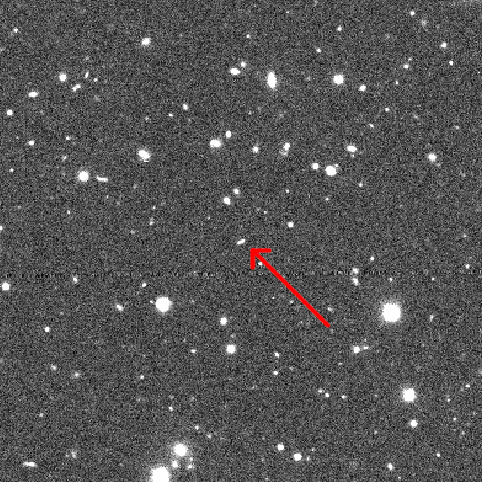
(718492) Quro（赤い矢印の先）
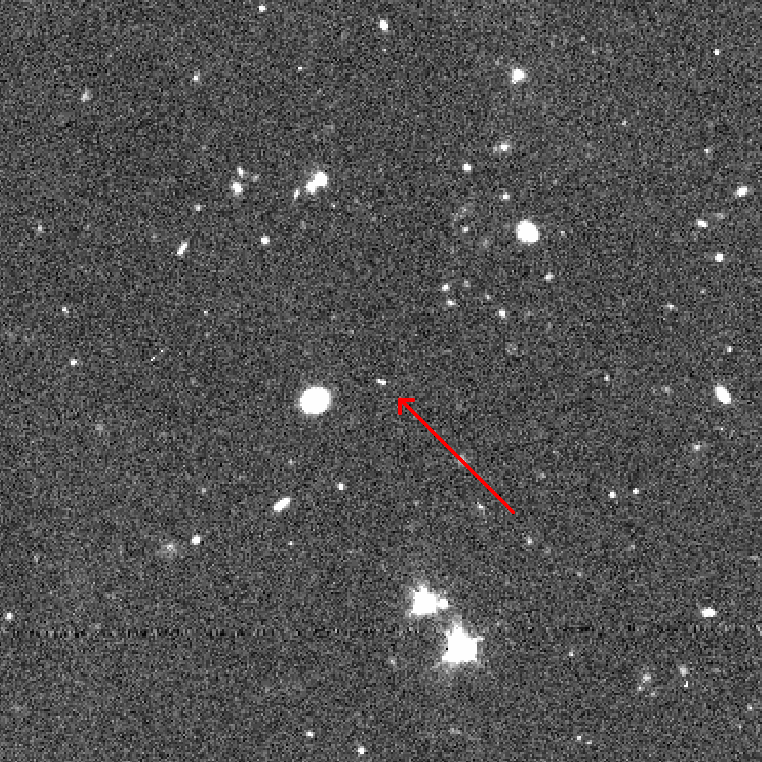
(719612) ホシザキ（赤い矢印の先）
(788153) トラビーア（赤い矢印の先）
COIASが彗星活動を発見したP/2017 FL36。中央から10時方向に淡い尾が伸びている
(805856) 2016 GO370（赤い十字内）
(805997) 2016 LL106（赤い十字内）
(805998) 2016 LM106（赤い十字内）
(806866) 2016 YW40（赤い十字内）
(806964) 2017 BW227（赤い十字内）
(807039) 2017 DN158（赤い十字内）
(807579) 2017 OV199（赤い十字内）
(823773) 2016 LK109（赤い十字内）